# Хлорид актиния(III)
Хлори́д акти́ния(III) — AcCl3, неорганическое бинарное соединение, актиниевая соль соляной кислоты. Белые гексагональные кристаллы, структурный тип UCl3. Нерастворим в эфире. Температура возгонки 960 °C. 
Впервые был получен в 1928 году нагреванием до температуры красного каления оксида актиния с парами хлора и двуххлористой серы:
{\displaystyle {\mathsf {2Ac_{2}O_{3}+3Cl_{2}+3SCl_{2}=4AcCl_{3}+3SO_{2}}}}
Чистое безводное соединение было получено в начале 50-х годов двумя различными способами:
- нагреванием в вакууме при 250 °C гидроксида актиния с хлоридом аммония;

{\displaystyle {\mathsf {Ac(OH)_{3}+3NH_{4}Cl=AcCl_{3}+3NH_{3}+3H_{2}O}}}
- нагреванием при 500 °C гидроксида или оксалата актиния с парами четырёххлористого углерода[1].

{\displaystyle {\mathsf {2Ac(OH)_{3}+3CCl_{4}=2AcCl_{3}+6HCl+3CO_{2}}}}